# Petrijanec
Petrijanec  è un comune della Croazia di 4 994 abitanti della regione di Varaždin.